# Muhammad II Chelebi
Muhammad II Chelebi (1373 circa – 1390) fu il quarto e ultimo sultano degli Eretnidi, governando dal 1380 al 1381, fino alla sua morte nel 1390.
Fu incoronato all'età di circa 7 anni, dopo che suo padre morì nell'agosto del 1380 a causa della peste. Il suo reggente fu Kadi Burhan al-Din, che si proclamò sovrano già nel gennaio del 1381. Secondo Ibn Khaldun e Ibn Hajar al-Asqalani, Muhammad fu ucciso da Kadi Burhan al-Din nel 1390.

## Famiglia
Muhammad è noto per aver avuto 2 figli, Yusuf Chelebi (morto nel 1434) e Ahmad (morto nel 1433), e 3 figlie, Neslikhan Khatun (morta nel 1455), Aisha (morta nel 1436) e Fatima (morta nel 1430). Ahmad ebbe un figlio di nome Muhammad (morto nel 1443) e un nipote Ahmad, che risultò essere ancora vivo nel 1477.